# Моя маленькая принцесса
«Моя маленькая принцесса» (англ. My Little Princess) — фильм режиссёра Евы Ионеско, основанный на реальных событиях из её жизни.
Известная тема «дочки-матери» в случае Эвы и Ирины Ионеско была невероятной, скандальной и шокирующей. Ирина, богемная фото художница, сделала из своей дочери модель, когда та была маленькой девочкой. Гламурно-эротические, откровенные, провокационные снимки своего ребенка Ирина считала произведениями искусства. Еву снимали и другие модные фотографы. Когда ей было 11, она появилась полностью обнажённой на страницах «Плейбоя» (чуть позже и «Пентхауса») и сыграла в эротическом фильме «Распутное детство», который вызвал скандал. Став взрослой, Ева несколько раз судилась с матерью из-за нанесённого в детстве морального вреда.

## Сюжет
Жизнь десятилетней Виолетты была обычной: школа, подружки, скромная квартирка, где её всегда ждала набожная и заботливая бабушка. Тишину и спокойствие дома изредка нарушали внезапные набеги экзальтированной и беспутной Ханны, матери Виолетты. В один из визитов Ханну, не расстававшуюся с фотоаппаратом, осенило: почему бы не сделать портреты дочери во взрослых образах, ну, например, «превратив» её в Марлен Дитрих? Дальше — больше: яркий макияж, высокие каблуки, минимум одежды, соблазнительные позы, «роковой» взгляд. Нашлись и ценители, объявившие эксперименты матери с дочерью новым словом в искусстве. Фотографии обнаженной Виолетты появились на обложках печатных изданий. Но девочка, поначалу воспринимавшая происходящее как игру, как неожиданное и интригующее приобщение к миру взрослых, начинает бунтовать, когда творческая фантазия матери заходит слишком далеко…
| Актёр               | Роль     |
| ------------------- | -------- |
| Изабель Юппер       | Ханна    |
| Анамария Вартоломеи | Виолетта |
| Дени Лаван          | Эрнст    |
| Джетро Кейв         | Апдайк   |

## Премьера
17 мая 2011 — Франция

29 сентября 2011 — Канада Международный кинофестиваль в Ванкувере

8 октября 2011 — Корея Южная Международный кинофестиваль в Пусане

27 октября 2011 — Германия

12 января 2012 — Нидерланды

19 января 2012 — Россия